# Gosfilmofond
Le Gosfilmofond est l'organisme qui gère les archives centrales du cinéma en Russie.
Ce fonds national d'État est destiné à la sauvegarde, la conservation et la diffusion du patrimoine cinématographique russe. Possédant près de 60 000 titres, il constitue le plus grand établissement de collection de films au monde.

## Historique
A la fin des années 1920, des débats ont lieu au sein du gouvernement soviétique sur la création d’un centre de conservation d’archives, remettant en question la valeur de l’art cinématographique. Le régime soviétique n’aime pas l’idée de laisser des traces, et est donc contre la création d’un tel centre. Malgré tout, un service d’archives se met peu à peu en place.
Vers 1936-1937, le gouvernement de l'URSS met en place un service destiné à l'archivage des films soviétiques.
A la fin de la Seconde Guerre Mondiale, les archives cinématographiques russes se retrouvent dispersées sur tout le territoire de l’Union Soviétique, il devient donc nécessaire de trouver un lieu central pour les conserver. Ainsi, sans obstacles de la part de gouvernement, est créé un service d’archives chargé de retrouver, restaurer, trier et préserver les documents audiovisuels.
Le 28 aout 1948, le projet est présenté au chef de l’Agitpop du comité central Sepilov et au ministre du contrôle d’Etat Mehlis. Le document fait état des lieux des problèmes de restauration et de traitement scientifique des films.
Le 4 octobre 1948, ce service est organisé par décret ministériel et devient le fonds d'archives Gosfilmofond de l'URSS.
Le décret exige que les studios de cinéma, les services de location de films, et les organismes audiovisuels remettent les films qu’ils possèdent au Gosfilmofond, créant ainsi une vaste collection. Le Gosfilmofond vise à sauvegarder toute la production cinématographique nationale. Il est également chargé de la mission de produire des copies originales les plus complètes possibles de tous les films tournés au sein de la nation. C’est ainsi que le Gosfilmofond sauve des copies originales de films qui seront plus tard censurés par le gouvernement, tels que La porte d’Illitch de Marlen Khoutsiev. Il conserve, en plus des films, des scénarios, des affiches, des photographies, qui documentent cette large collection audiovisuelle.
La collection du Gosfilmofond se construit à cette époque, en grande partie, d’un « fonds trophée », c’est-à-dire de films récupérés par l’armée rouge dans différents pays pendant et après la Seconde Guerre Mondiale. Les films sont issus notamment d’Ukraine, et de Biélorussie dès 1939, de films Japonais pris en Mandchourie et de l’ensemble de la collection de film du Reichfilmarchiv récupérée en 1945 à Berlin. Au sein de cette collection allemande, se trouvent aussi 1531 films américains, 906 films allemands, 572 films français. C’est ainsi que le film La Grande Illusion réalisé par Jean Renoir, que le réalisateur a tenté de retrouver durant toute sa vie, était en fait conservé au Gosfilmofond. L'amitié entre le directeur du Gosfilmofond, Vladimir Dimitriev, et le directeur de la cinémathèque de Toulouse Raymond Borde, a permis la restitution du film en France. C'est notamment grâce à cette amitié que le Gosfilmofond renforce ses liens avec les centres d'archives étrangers. Cela lui permet par exemple de publie des ouvrages sur le cinéma américain et français, un cinéma occidental alors très contrôlé par le régime soviétique.
Ce fonds trophée est considérable, la quantité de films étrangers est cinq fois plus grande que la quantité de films russes et soviétiques. Il est aussi  en très mauvais état. Il a ainsi encouragé la création du Gosfilmofond, afin de centraliser la collection et d’en assurer la pérennité.
Parallèlement, à partir de la création du Gosfilmofond en 1948, le comité central impose à l’institution de proposer 50 films qui seront projetés dans les salles de cinéma Russes. En effet, les studios de cinéma sont quasiment à l’arrêt et le comité central impose au comité du cinéma un plan de bénéfices de 750 millions de roubles par an. Les films trophées sont ainsi mis en circulation par le Gosfilmofond. Les films choisis sont destinés en partie pour les projections publiques et en partie pour des projections privées. Ils sont accompagnés d’annotations mettant en valeur leur contenu et leurs qualités.
Dans les années 1950, un travail considérable d’identification des films s’organise avec l’arrivée au Gosfilmofond de différents historiens du film formés au VGIK. Certains cinéastes les rejoignent, licenciés par les studios soviétiques face à la baisse de production cinématographique. C’est le cas du réalisateur Alexandre Matcheret par exemple, qui s'installe pendant cinq ans non loin du Gosfilmofond en tant que directeur adjoint au travail scientifique.
En 1957, le Gosfilmofond adhère à la Fédération internationale des archives du film (FIAF). Cette affiliation lui permet de s'enrichir de milliers de titres étrangers et de retrouver en grand nombre, dans d'autres pays, des films russes et soviétiques anciens dont les pellicules semblaient perdues. Le directeur du Gosfilmofond, Victor Privato, devient vice-président de la FIAF de 1958 à 1978. Les fonds « trophées » ne seront pas connus des cinémathèques avant la chute du l’URSS en 1991, mais il n'y a pas non plus une ouverture de ces archives à ce moment-là, en raison du respect des droits d'auteurs et du devoir de discrétion des archivistes audiovisuels.
Lors de l'effondrement de l'URSS en 1991, le service assure le maintien des collections et évite toute dispersion vers d'anciennes républiques. En 1993, le président Boris Eltsine inclut par décret le Gosfilmofond — devenu Gosfilmofond de Russie — dans la liste des établissements de collections patrimoniales de premier plan pour les peuples de la fédération de Russie.
Depuis 1991, les Etats issus des anciennes républiques soviétiques font la demande de restitution de centaines de négatifs de films gardés par le Gosfilmofond. Ces demandes se soldent souvent par des refus, puisque le Gosfilmofond estime que ces Etats ne possèdent pas d’institution appropriées qui pourraient conserver les films. Il souhaite aussi éviter le démantèlement de sa collection.
Ces fonds trophées ont encouragé la création du Gosfilmofond et ont permis à l’institution de créer des liens solides avec les établissements audiovisuels étrangers.
Depuis les années 2000, les problèmes économiques que connaît la Russie ne permettent pas au Gosfilmofond de construire des installations de stockages modernes pour ses documents.
Ainsi, l'institution souffre de la situation du pays et son activité semble être à l'arrêt depuis de nombreuses années.

## Fonctionnement
Selon son directeur général Vladimir Dmitriev, le Gosfilmofond regroupe une collection de près de 60 000 titres et emploie un peu plus de cinq cents personnes.